# Rhododendron mucronatum
Rhododendron mucronatum là một loài thực vật có hoa trong họ Thạch nam. Loài này được (Blume) G. Don miêu tả khoa học đầu tiên năm 1834.

## Hình ảnh

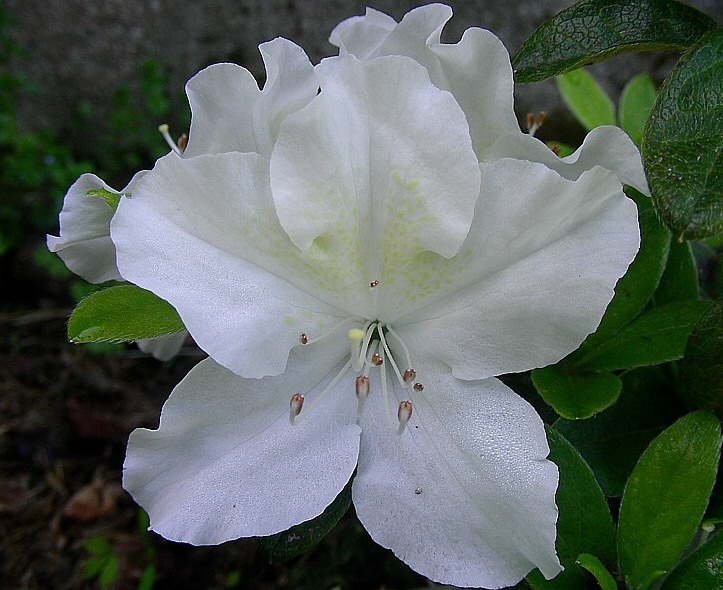
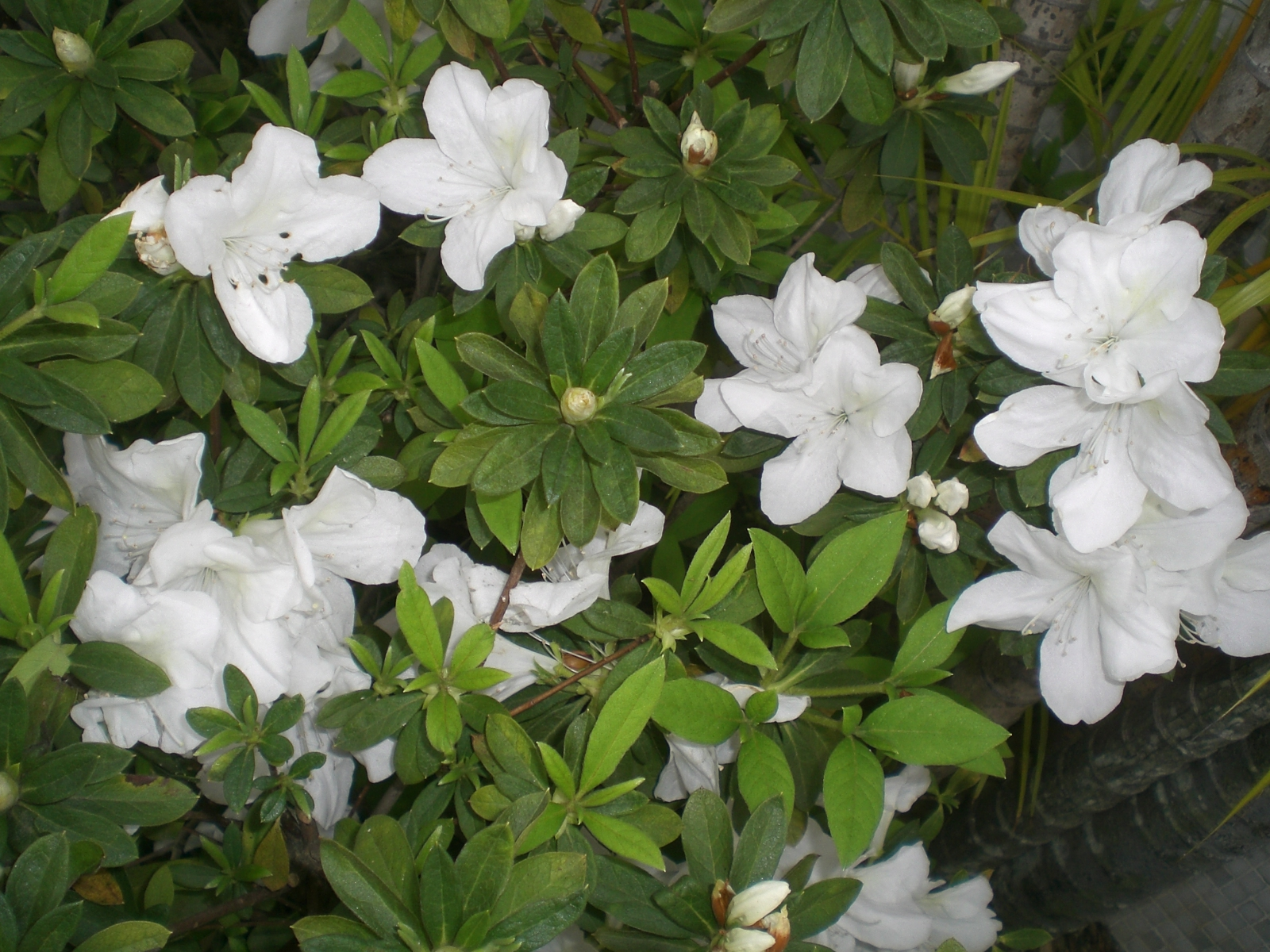
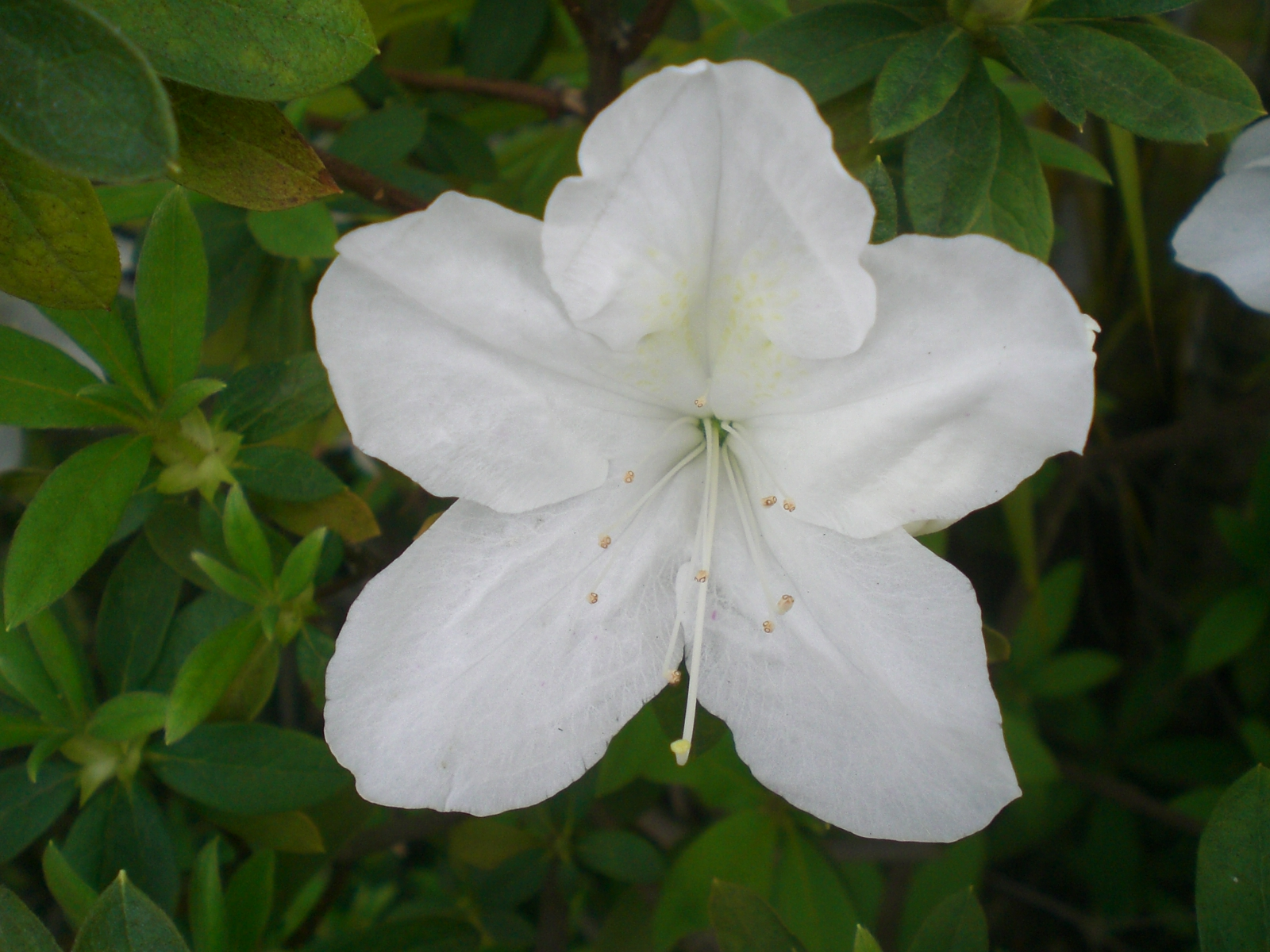
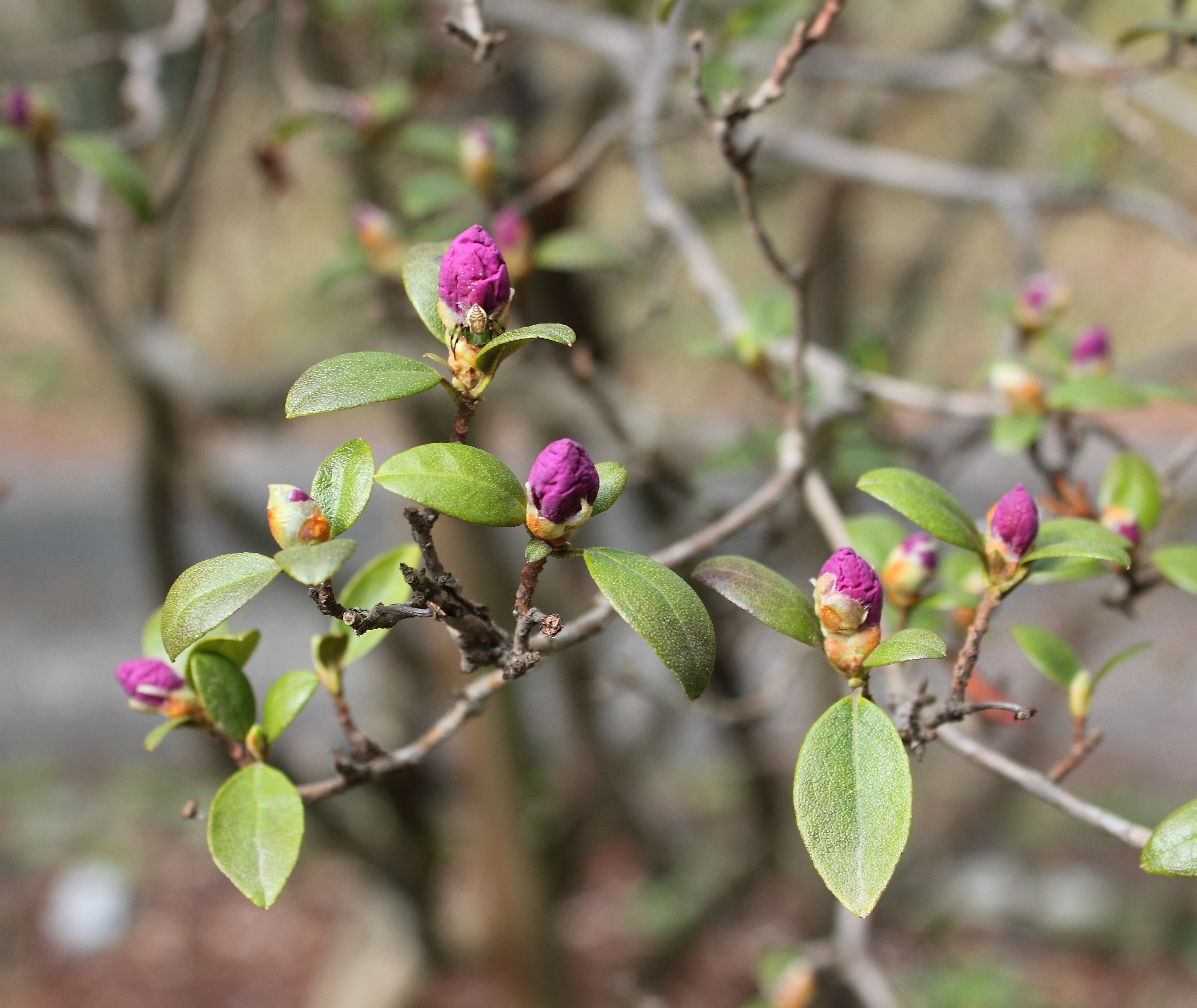